# مزيل دبابيس

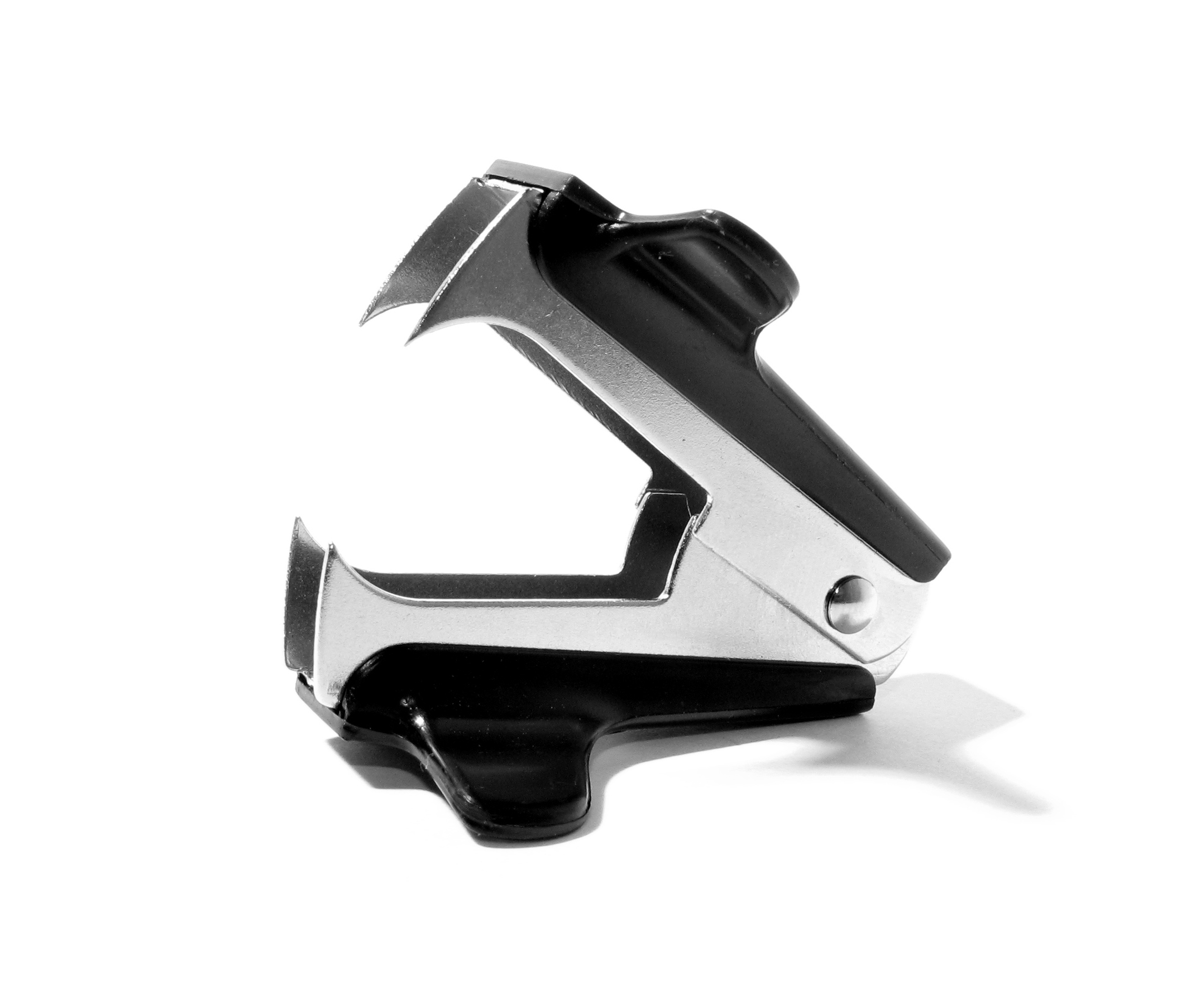
مزيل الدبابيس.

مُزِيل الدَّبَابِيس  هو أداة لإزالة الدبابيس مزدوجة السن من الأوراق ونحوها.